# Petroviqi
Petroviqi (albanska: Petroviqi, (serbiska: Petrović,) är en by i Kosovo. Den ligger i kommunen Shtime. Enligt den senaste folkräkningen år 2011 fanns det 1 566 invånare.

## Demografi
| Demografi | 2011 |
| --------- | ---- |
| albaner   | 1561 |
| serber    | 1    |
| turkar    | 1    |
| okänt     | 3    |